# Kuh-e Rahmat
Kuh-e Rahmat (perz. كوه رحمت, dosl. Planina milosti), planina u Iranu smještena na rubu ravnice Marvdašt na sjeveru pokrajine Fars. Dijelom je gorja Zagros, pruža se u smjeru sjeverozapad-jugoistok duljinom od 40-ak km, a najveći vrh nalazi se na nadmorskoj visini od 2413 m.
Perzijanci su planinu smatrali svetom još od starog vijeka, što objašnjava da se u podnožju na njenim obroncima nalaze mnogo gradova, grobnica i spomenika iz ahemenidskog i sasanidskog razdoblja, kao što su gradovi Perzepolis i Istahr, selo Kadamgah, kompleks grobnica Nakš-e Radžab (urezane u stijene), te brojni zoroastrijski žrtvenici.

## Poveznice
- Zemljopis Irana
- Ahemenidsko Carstvo
- Fars
- Perzepolis